# Острава
Острава (чеш. Ostrava, пољ. Ostrawa) је трећи по величини град у Чешкој Републици. Острава је најважнији град чешког дела историјске покрајине Моравске и седиште управне јединице Моравско-Шлески крај, где чини засебан градски округ Острава-град.
Острава је позната као „челично срце чешке државе“ захваљујући својој окренутости рударству, угљу и тешкој индустрији.

## Географија
Острава се налази у североисточном делу Чешке Републике, недалеко од границе са Пољском (10 км). Од престонице Прага град је удаљен 350 км источно, док је од ближег Кракова град удаљен 150 км западно.

### Рељеф
Острава се налази у источном делу Чешке Републике, близу тромеђе са Пољском и Словачком, на месту где се реке Опава, Остравица и Лучина уливају у Одру. Град лежи на историјској граници Моравске и Шлеске. У близини се налазе планине Бескиди.

### Клима
Клима области Остраве је умерено континентална.

### Воде
Град Острава је смештена на месту где се реке Опава, Остравица и Лучина уливају у Одру.

## Историја
Град је основан 1267. године. Насеље је заузимало стратешки положај на граници између две историјске провинције Моравске и Шлеске и на древном трговачком путу од Балтичког до Јадранског мора познатом као Ћилибарски пут. Међутим, Острава је почела да опада у значају након Тридесетогодишњег рата, а окупирале су је данске снаге 1626. и шведске снаге од 1642. до 1650. године. До открића богатих резерви угља 1763. године. Острава је била градић без много значаја. После тога, Острава се развија у важно средиште тешке индустрије засноване на угљу и челику.
Године 1931. јеврејска заједница у Острави бројала је 6.865 (5,4% становништва). Око 8.000 Јевреја из округа Острава убијено је у холокаусту током немачке окупације у Другом светском рату. План „Нишко“ обухватао је прве депортације возом 1.301 Јевреја из Остраве 17. и 26. октобра 1939. године. Године 1994. у парку Милада Хоракова подигнут је споменик холокаусту јеврејским жртвама из Остраве. Због своје индустријске важности, град је био доста бомбардован у току Другог светског рата. Нацисти су побили бројно јеврејско становништво Остраве. После рата месни Немци су протерани у матицу, па је национална структура становништва била темељно промењена.
Експлоатација угља је окончана 1994. године, што је довело до урушавања месне привреде и пропадања града у односу на друге веће градове у држави.

## Становништво
Острава данас има око 320-330 хиљада становника, а последње две деценије број становника опада. Шире градско подручје је бројно (преко 1,1 милион становника) и обухвата неколико већих градова у области чешке Шлеске (Карвина, Хавиржов, Фридек-Мистек), па је ово друга по значају урбана целина у држави.

## Градска привреда
Експлоатација угља је окончана 1994. године и град од тада тражи начине да се преусмери на друге гране привреде, иако је челичана и даље значајна. Ово је допринело побољшању еколошког стања у Острави.
У Острави постоје четири позоришта и два универзитета. У близини града је међународни аеродром.

## Знамените личности
- Иван Лендл (1960), бивши чешки тенисер, освајач 8 гренд-слем турнира

Рођени у близини Остраве:
- Зигмунд Фројд (1856-1939), аустријски неуролог и психолог
- Леош Јаначек (1854-1928), чешки композитор
- Јохан Грегор Мендел (1822-1884), природњак и генетичар
- Емил Затопек (1922-2000), чешки атлетичар, дугопругаш, четвороструки олимпијски победник

## Слике познатих градских грађевина
- Катедрала Христа Спаситеља
- Градска тешка индустрија
- Градско позориште
- Технички универзитет у Острави

## Партнерски градови
- Волгоград
- Сплит
- Мишколц
- Дрезден
- Орал
- Ковентри
- Катовице
- Кошице
- Питсбург
- Суми